# 里奇波特 (印第安納州)
里奇波特（英語：Ridgeport）是位於美國印第安納州格林縣的一個非建制地區。該地的面積和人口皆未知。